# Eotetranychus robini
Eotetranychus robini är en spindeldjursart som beskrevs av Gutierrez 1978. Eotetranychus robini ingår i släktet Eotetranychus och familjen Tetranychidae. Inga underarter finns listade i Catalogue of Life.